# Secure file transfer program
sftp は、SSH File Transfer Protocol (SFTP) を使用してファイルを転送するためのコマンドラインインターフェース クライアントプログラムであり、暗号化されたSSH接続内で実行される。
このプログラムは、従来のFTPクライアントに似た対話型インターフェースを提供する。
sftp の一般的な実装の一つは、OpenSSHプロジェクトの一部である。  
その他にも、異なる名称のコマンドラインSFTPクライアントが存在する。例えば、lftp、PSFTPやPSCP（PuTTYパッケージに含まれる）、WinSCPなどがある。